# Museo Miraflores

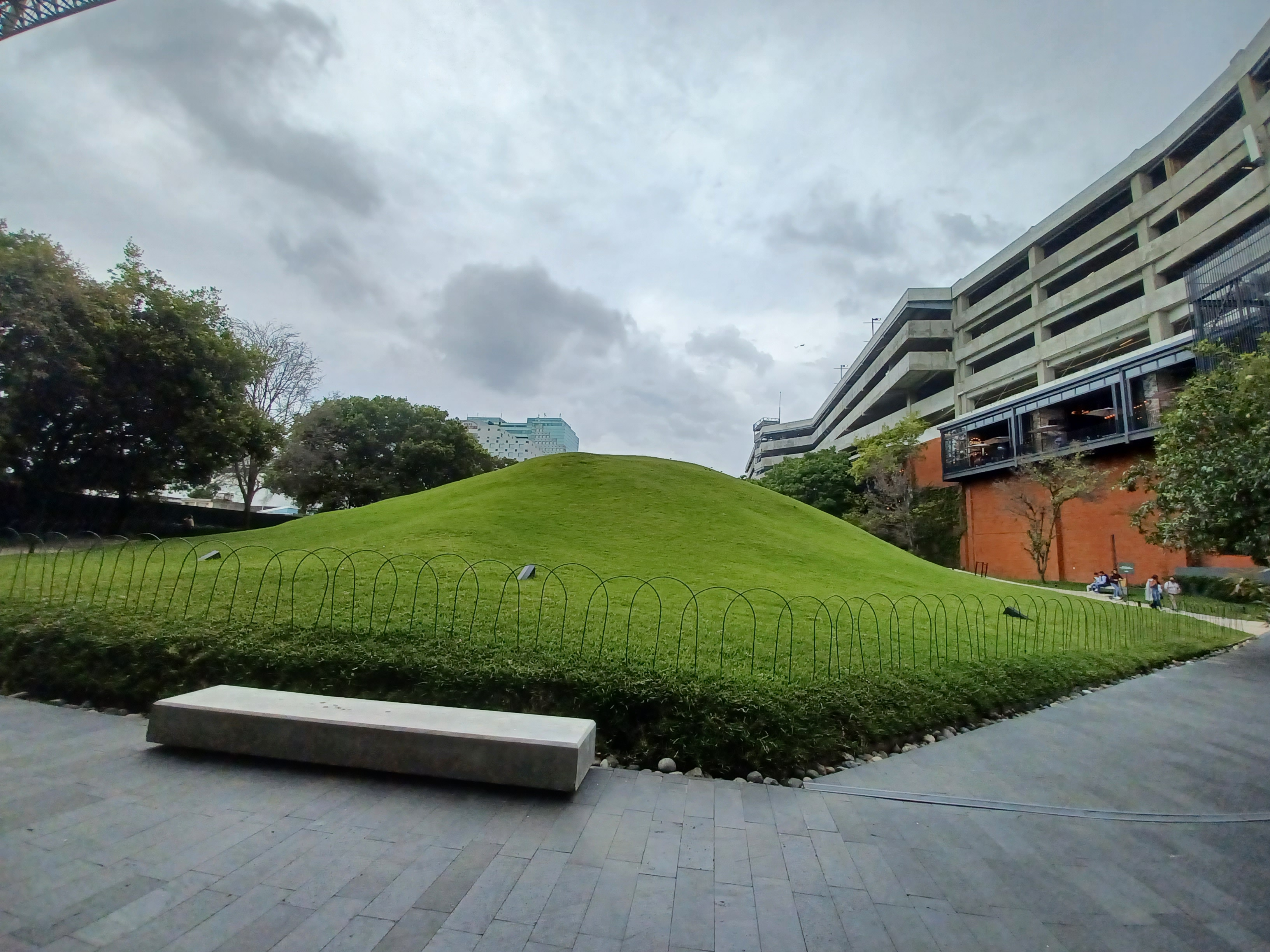
Montículo E-III

El Museo Miraflores es un museo arqueológico en la Ciudad de Guatemala, Guatemala dedicado a la exhibición de artefactos de la antigua ciudad maya de Kaminaljuyú.El museo está abierto de martes a domingo de 9:00 a 19:00.
El museo fue fundado en el año 2002 y es gestionado por la Fundación Miraflores, una organización sin ánimo de lucro.

## Ubicación
El museo está ubicado en la Zona 11 de la Ciudad de Guatemala, en la parte sur del área que formaba parte de la ciudad maya de Kaminaljuyú. El edificio del museo está localizado en un zona de compras fuera del centro de la ciudad.

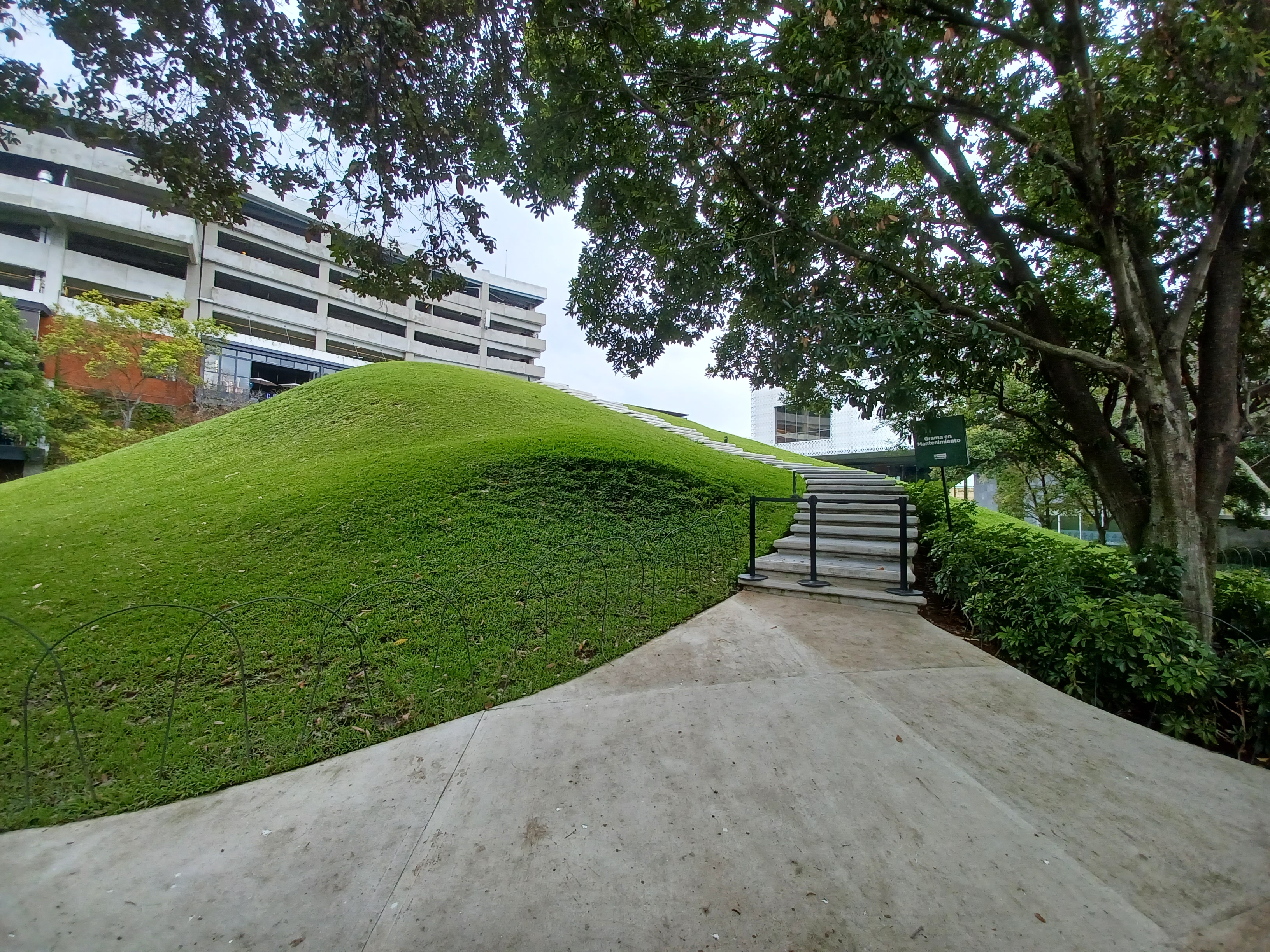

## Instalaciones
El museo tiene un área de aproximadamente 1.200 metros cuadrados. La sala de entrada al museo tiene un antiguo mapa de la ciudad incrustado al suelo. Por encima del mapa hay una lámina de vidrio que indica las calles actuales de la Ciudad de Guatemala.
El museo tiene una sala de exposición permanente, una sala de exposición provisional y una planta de entresuelo con una exhibición de 60 fotografías arqueológicas tomadas entre 1994 y 1996. El museo también tiene una tienda, una cafetería y espacios para organizar talleres, congresos y cursos.
Dentro del terreno del museo en el jardín se encuentran tres túmulos preservados de la antigua ciudad.Estos son tres de veinticinco túmulos antiguos de Kaminaljuyú que perduran localizados en propiedad privada. Estos tres son las estructuras B-V-3, B-V-4 y B-V-5 y han sido proporcionados con placas informativas.

## Colección
La colección incluye aproximadamente 500 artefactos excavados de Kaminaljuyú. La mayoría de los artefactos fueron excavados de Kaminaljuyú durante el período de entre 1994 y 1996 como parte del Proyecto Miraflores. Aun así, no todos los artefactos en el museo tienen un origen local, algunos provienen de más lejanos en Guatemala, en particular de sitios precolombinos que tuvieron contacto con Kaminaljuyú. 
Entre los artefactos en la colección se encuentra una máscara de mosaico que contiene 19 piezas de jade cuyo origen se desconoce y un atlante esculpido. Otras obras dentro de la colección incluyen textiles maya de Guatemala y exhibiciones mensuales de arte moderno.